# Лепеница (пещера)
Вижте пояснителната страница за други значения на Лепеница.
„Лепеница“ е името на пещера, разположена в Западните Родопи, България.

## Местонахождение
Пещерата се намира в подножието на връх Сюткя и територията около входа на пещерата е покрита с горски площи. Намира се на около 17 km югоизточно от град Ракитово и на 9.3 км южно от Велинград Клептуза.

## Откриване и изследване
За да изследват Лепеница и пещерите около нея, жителите на Ракитово създават през 1930 г. първия клон на Българското пещерно дружество – София. Още преди това, през 1925 и 1927 г., биоспелеологични изследвания при своето посещение в нея прави акад. Иван Буреш (1885 г. – 1980 г.) като ръководител на Царските природонаучни музеи.
Около 400 метра от пещерата са изследвани и картирани през 1931 г., като следват още експедиции, но пълно картиране и изследване е организирано едва през 1973 г.
Пещерната фауна е изключително богата и интересна. Известни са 24 вида животни, от които 6 са категоризирани като троглобионти (живеещи единствено в пещери).
Река Лепеница тече по най-долния етаж на пещерата. На най-горния етаж могат да се видят много малки езера. На средния етаж се намира голямо разнообразие от пещерни образувания. Той е сух, с две езера, а в дъждовно време езерата стават четири. Наблюдават се множество сталактити и сталагмити, както и други форми. В нея са намерени седем пещерни бисера, които се експонирани в Природонаучния музей в София.
Проучени и картирани са 1356 m от пещерата, която има обща дължина 1525 m. Заема площ 52 дка. На 27 юли 1930 г. е учредено пещерно дружество в Ракитово. Ракитовци проправят втори вход за пещерата, тъй като естественият е затънал във вода. Имало е планове за изграждане на хижа, които остават неосъществени. Пещерата е обявена за природна забележителност на 10 октомври 1962 г.

## Прилепите в пещера Лепеница[2]
Лепеница дава убежище на 7 вида прилепи, които обитават пещерата през различните сезони. Чрез наблюдения и улови с мрежи са установени:
1. Голям подковонос (Rhinolophus ferrumequinum)
2. Малък подковонос (Rhinolophus hipposideros)
3. Трицветен нощник (Myotis emarginatus)
4. Голям нощник (Myotis myotis)
5. Остроух нощник (Myotis blythii)
6. Широкоух прилеп (Barbastella barbastellus)
7. Сив дългоух прилеп (Plecotus austriacus)

Шест от видовете, установени в района на Лепеница, са сред приоритетните за опазване за цяла Европа: големият и малкият подковоноси, широкоухият прилеп, както и 3 вида нощници: остроухият, големият и трицветният. Пещерата е значимо зимно убежище за поне 3 вида от прилепите, живеещи в региона: големия и малкия подковнос и големият нощник.

## Туризъм
- Пещерата е туристически обект, след като повече от 50 години е била недостъпна за туристи.
- Обявена е за природна забележителност през 1960 година.
- В нея се влиза само с водач и специална екипировка, на групи, не по-големи от 10 души. Движението вътре се осъществява само по строго определени маршрути.